# Dorfkirche Großwilsdorf

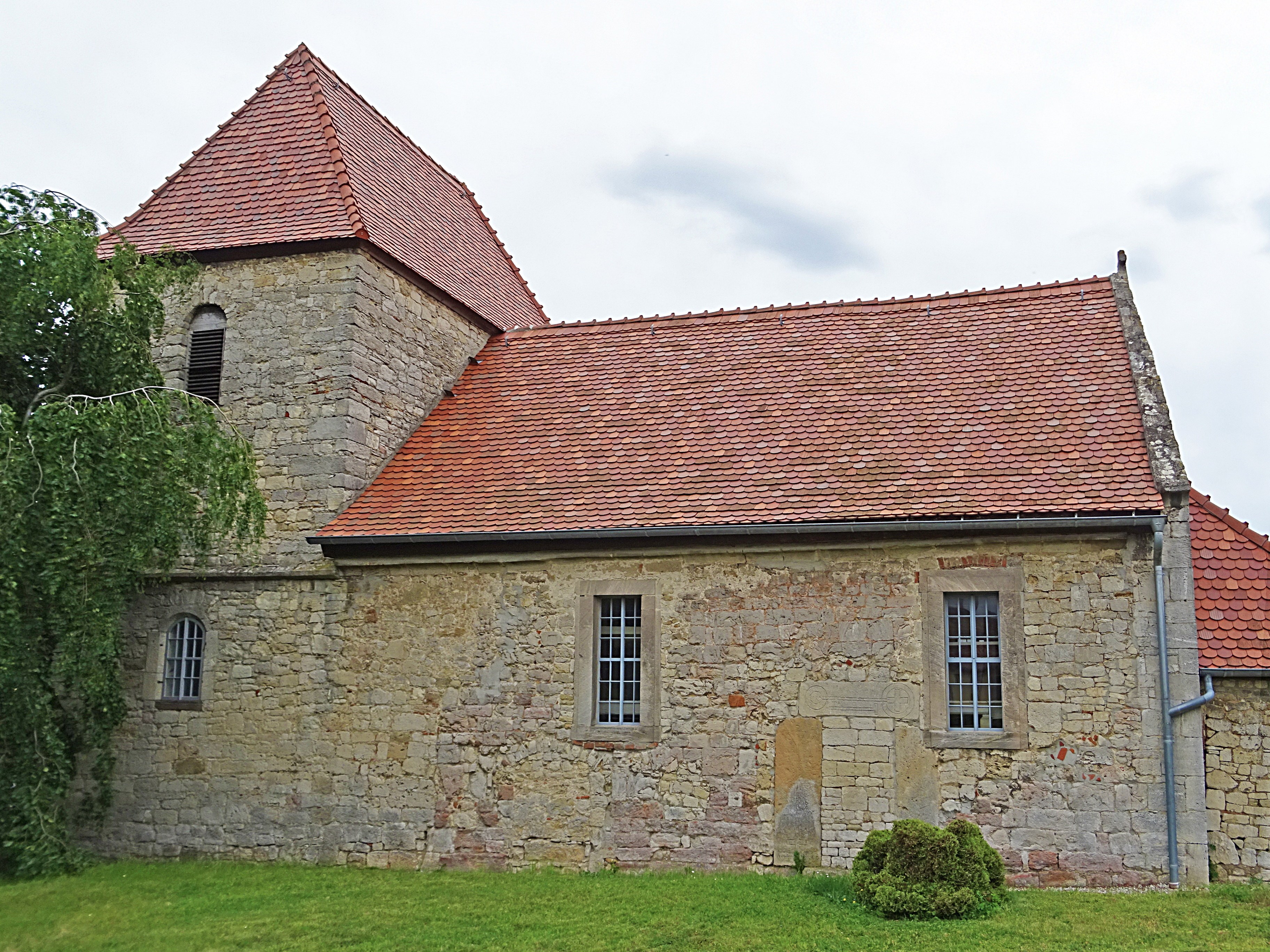
Dorfkirche Großwilsdorf

Die evangelische Dorfkirche Großwilsdorf steht in Großwilsdorf, einem Ortsteil der Stadt Naumburg (Saale) im Burgenlandkreis in Sachsen-Anhalt. Sie steht unter Denkmalschutz und ist mit der Erfassungsnummer 094 81044 im Denkmalverzeichnis des Landes registriert.

## Beschreibung

### Gebäude
Die Kirche ist eine rechteckige, romanische Chorturmkirche mit einem querrechteckigen Turmgeschoss über dem Ostteil. Der Vorbau über dem westlichen Eingang sowie die Fenster stammen aus dem dritten Viertel des 17. Jahrhunderts. Die Teilungssäule im Biforium der Glockenstube ist auf das Jahr 1671 datiert. An der Nordseite des Gebäudes befindet sich ein vermauertes Rechteckportal mit Gewänden aus romanischen Grabsteinen. Auf diesen befinden sich eingeritzte Kreuze sowie – auf einem – ein Krückstab mit Spitze.

### Innenraum und Ausstattung
Im Chor der Kirche befindet sich eine Tonnendecke mit Stichkappen. Diese wie auch die ländliche Ausstattung mit Hufeisenempore, Kanzel und Altarbild mit der Darstellung der Auferstehung Christi stammen vermutlich aus dem dritten Viertel des 17. Jahrhunderts. Die Orgel der Kirche wurde im Jahr 1884 errichtet. Die Bronzeglocke wurde 1687 von Nikolas Rauscher in Zeitz gegossen.